# Yoshitaka Amano
Yoshitaka Amano (天野 喜孝 —anteriormente 天野 嘉孝— Amano Yoshitaka?) (Shizuoka, 26 de marzo de 1952) es un artista, diseñador de personajes, de vestuario y teatro; ilustrador y escenografo japonés. Destacó por primera vez en los años 60 trabajando en la adaptación anime de Mach GoGoGo. Más tarde se convertiría en el creador de personajes icónicos como Gatchaman y Tekkaman. En 1982 se convirtió en un artista freelance, consiguiendo éxito como ilustrador para numerosos autores y trabajando en famosas sagas de novelas como Vampire Hunter D o The Guin Saga. También es conocido por sus ilustraciones para la popular saga de videojuegos Final Fantasy.
Desde la década de 1990, Amano ha creado y exhibido obras bajo su particular estilo retro-pop en galerías de todo el mundo, principalmente realizándolas sobre paneles de aluminio con pintura acrílica y en forma de arte automovilístico. Ha ganado cinco veces el premio Seiun. También ganó el premio Bram Stoker de 1999 por su colaboración con Neil Gaiman en Sandman: The Dream Hunters.
Las influencias de Amano incluyen los primeros cómics occidentales, el orientalismo, el art nouveau y los grabados en madera japoneses. A principios de 2010, fundó Studio Devaloka, una productora cinematográfica.  

## Biografía
Amano nació en Shizuoka, Prefectura de Shizuoka, Japón. Siendo adolescente sentía fascinación por el dibujo. En 1967, comenzó a trabajar en el departamento de animación de Tatsunoko Productions, donde conoció el por aquel entonces temprano movimiento del anime japonés. Su primer proyecto pagado fue para la franquicia de anime Speed Racer. Fue diseñador de personajes para programas de anime como Time Bokan, Gatchaman, Tekkaman y Honeybee Hutch.  
En la década de 1960, Amano recibió influencia de estilos artísticos occidentales a través de los cómics, los cuales afirma encontrarse entre sus raíces artísticas. Ha citado a Neal Adams como su artista de cómics favorito, y señaló que a menudo compraba cómics usados basados en la portada de Adams y que a menudo se decepcionaba al ver que el artista de las viñetas era diferente. Amano también encontró fascinantes los estilos artísticos de arte psicodélico y arte pop de occidente, en particular el trabajo del artista pop estadounidense Peter Max. En la década de 1970, Amano estudió las obras de arte del movimiento europeo Art Nouveau de finales del siglo XIX y principios del siglo XX, así como los orientalistas rusos (Leon Bakst, Ivan Bilibin) y la antigua obra japonesa de impresión en madera a mano de Ukiyo-e.  Amano permaneció en Tatsunoko Productions hasta 1982. 

### Primeras obras de fantasía
Durante la década de 1980, Amano se concentró en ilustraciones para obras de ciencia ficción y fantasía. Junto con la influencia de su previa experiencia en el mundo de la animación, esta mezcla de enfoques resultó en un estilo personal influenciado tanto por el surrealismo moderno como por el realismo.  
Dejó Tatsunoko Production y comenzó sus actividades como autónomo en 1982. Hizo la ilustración y el diseño de portada de la serie Kimaira, escrita por Baku Yumemakura, en ese mismo año. En 1983, ilustró la novela Demon City Shinjuku y la primera de la serie de novelas Vampire Hunter D de Hideyuki Kikuchi.  También trabajó en diseño de personajes en la adaptación cinematográfica de 1985 de Vampire Hunter D, que fue una de las primeras películas de anime que se estrenaron fuera de Japón. En entrevistas, sin embargo, Amano ha declarado que no estaba satisfecho con el resultado final de la película.
Sus ilustraciones comenzaron a publicarse en colecciones como Maten en 1984. El título de animación Amon Saga fue escrito por Baku Yumemakura y Amano se encargó del diseño de personajes. También se publicó una versión manga de esta saga.

### Videojuegos
En 1987, Amano se unió a Square (ahora conocido como Square Enix) para trabajar en un videojuego de rol para Nintendo Entertainment System: Final Fantasy. Amano produjo algunas obras de diseño conceptual para el juego en forma tanto de arte tradicional como por ordenador. Paralelamente trabajó para otra compañía de videojuegos, Kure Software Koubou, produciendo ilustraciones de portadas y algunos diseños de personajes. Este trabajo incluyó diseños para la serie First Queen de Kure.
Después de Final Fantasy VI en 1994, renunció a su trabajo como el diseñador principal, de imagen y gráficos de la serie. Continuó proporcionando ilustraciones promocionales y de personajes para los siguientes juegos y diseñando los logotipos de sus títulos.  En 2006, Hironobu Sakaguchi, el ex diseñador y creador de la serie Final Fantasy, reclutó a Amano y al compositor Nobuo Uematsu para trabajar en videojuegos en Mistwalker. 
Amano y Nobuo Uematsu volvieron a trabajar juntos en videojuegos como Fairy Fencer F en Compile Heart.

### Expansión
La primera exposición de Amano, llamada "Hiten", se llevó a cabo en 1989 en Yurakucho Mullion en Tokio, Japón. En 1990, comenzó a trabajar como artista y escenógrafo para teatro escénico. Su primer trabajo para el teatro fue Nayotake, de Tamasaburo Bando.
En de 1995, gracias a su trabajo en la Biennale d'Orléans en Francia, recibió amplio reconocimiento fuera de Japón. A esta le siguieron otras exposiciones internacionales, incluida la "Hero" de 1999 en la Fundación Angel Orensanz y el taller y exposición de 1997 "Think Like Amano".
En 1998, Amano apareció como Hiroshi en la película New Rose Hotel de 1998, vagamente basada en el cuento de William Gibson del mismo nombre.

### Autónomo
En 2000, Amano ilustró The Sandman: The Dream Hunters de Neil Gaiman, que ganó varios premios y fue nominado para un premio Hugo. En 2001, Greg Rucka y Amano colaboraron en otro cuento de cómics, Elektra and Wolverine: The Redeemer. Sus diseños de personajes se utilizaron en otra película de Vampire Hunter D titulada Vampire Hunter D: Bloodlust. En 2006, el estudio Boom! publicó el primer volumen de su serie HERO. Fue diseñador visual y de vestuario para películas escritas por Baku Yumemakura, incluidas Onmyoji, Onmyoji 2 y Taitei no Ken. 
Ilustró tres portadas de álbumes de la banda japonesa de power metal Galneryus : The Flag of Punishment (2003), Advance to the Fall (2005) y Beyond the End of Despair (2006).
En 2004, el director creativo GK Reid pidió a Amano que creara ilustraciones en colaboración con el autor Neil Gaiman y presentara a David Bowie e Iman como personajes de ciencia ficción, para "The Return of the Thin White Duke", una parte de las cuales se publicó en V Magazine.
En 2008, Amano creó una adaptación ilustrada de La flauta mágica de Wolfgang Amadeus Mozart, publicada por Radical Comics. También colaboró con Christopher "mink" Morrison, de la productora A Band Apart, de Quentin Tarantino, proporcionando ilustraciones para la novela Shinjuku y Shinjuku Azul, así como para una tercera secuela no anunciada y un juego en línea, Shinjuku Nexus. Fue el diseñador de personajes para el especial de televisión Jungle Emperor (Kimba the White Lion) de 2009, dirigido por Gorō Taniguchi, para conmemorar tanto el 50 aniversario de Fuji Television como el 80 aniversario del nacimiento de Osamu Tezuka.

### Estudio Devaloka
En 2010, tras una pequeña gira de exhibiciones de arte en solitario titulada "Devaloka", se anunció que Amano había establecido una compañía de producción cinematográfica, Studio Devaloka, y que dirigiría un anime en 3D titulado Zan, con proyectos adicionales que se anunciarían en el futuro.  El 15 de diciembre de 2010, se dio a conocer el sitio web oficial de la película, ahora titulado Deva Zan, junto con información sobre una próxima conferencia de prensa, que se celebrará el 21 de diciembre de 2010. La conferencia de aproximadamente diez minutos de duración reveló detalles sobre el proyecto, incluido sobre los participantes del mismo, así como un breve avance de la película, que emula estilísticamente el aspecto de las pinturas de Amano.
En abril de 2012, Dark Horse Manga anunció una adaptación en forma de novela ilustrada de la obra del mismo nombre. Publicada en enero de 2013, la novela fue el debut de Amano como autor e incluyó más de 240 ilustraciones originales. También se mencionó la posibilidad de una adaptación del videojuego.
En 2013, Amano colaboró con la estrella de rock japonesa Hyde (L'Arc-en-Ciel / VAMPS) en una exposición de arte titulada Destiny and Decay: Nippon Evolution.

## Lista de trabajos

### Animación
- Equipo de ciencia ninja Gatchaman (1972)
- Casshan (1973)
- Huracán Polymar (1974)
- Nuevo Honeybee Hutch (1974)
- Tiempo Bokan (1975) 
  - Yatterman (1977)
  - Zenderman (1979)
  - Rescueman (1980)
  - Yattodetaman (1981)
  - ¡Gyakuten! Ippatsuman (mil novecientos ochenta y dos)
  - Itadakiman (1983)
- Tekkaman: El caballero espacial (1975)
- Gowappa 5 Gōdam (1976)
- Akū Daisakusen Srungle (1983)
- Génesis Climber MOSPEADA (1983)
- Radio City Fantasy
- Starzan S (1984)
- Bismark (anime) (1984)
- Angel's Egg (también cocreador de la historia) (1985)
- Cazador de vampiros D (1985)
- Amon Saga (1986)
- Crepúsculo de las cucarachas (1987)
- 1001 Nights (1998, video de concierto dirigido por Mike Smith con música de David Newman, basado en las ilustraciones de Princess Budou de Amano)[25]
- Ayakashi (2006)
- Fantascopio ~ Tylostoma ~ (2006)
- Canción de pájaro (2007)
- Diez noches de sueños (2007)
- Vegetable Fairies: NY Salad (2007)
- Emperador de la jungla (2009)
- Gibiate (2020)[26]

### Novelas
- Un viento llamado Amnesia Versión en inglés (2009)

#### Autor
- Deva Zan (2013)[27]

Seleccionar obras japonesas nacionales
- Vampire Hunter D (1983-en curso)
- Guin Saga (1984-1997)
- La heroica leyenda de Arslan (1986-1999)
- Sohryuden (1987-en curso)
- Colección de misterios Rampo Edogawa (1987-1989)
- Serie Tekiha Kaizoku
- Shinsetsu Taikō-ki
- Serie Quimera-ho
- Garouden
- El cuento de Genji (1997)
- Juego de rol de Sword World   - Obras de arte variadas
- Mateki: la flauta mágica
- Blues ilustrado (2010)

Ediciones selectas japonesas de obras extranjeras
- ¡Una taza de magia! (1981)
- El príncipe de la túnica escarlata, Córum (1982)
- Saga de Erekosë (1983)
- Elric Saga (1984)
- Dream Weaver (1985)
- Las crónicas de Castle Brass (1988)
- Serie Hoka
- Siete hermanos (2006)

Obras extranjeras
- Sandman: Los cazadores de sueños (1999)
- Elektra y Wolverine: El redentor (2002)
- HÉROE de Yoshitaka Amano (2006-en curso)
- Shinjuku (2010)
- Shinjuku Azul (TBA)

### Libros de arte
- Maten / Evil Universe (1984)
- Genmukyu / Castillo de ilusiones (1986) ( ISBN 4-403-01029-6    )
- Imagínese (1987) ( ISBN 4-403-01031-8    )
- Hiten / Flying Universe: El arte de Yoshitaka Amano (1989) ( ISBN 4-257-03229-4
- Amanecer (1991) ( ISBN 4-87188-135-0
- Los heroicos cuentos de Arslan (1991)
- Las ilustraciones para la carta del tarot de Yoshitaka Amano (1992) ( ISBN 4-87519-401-3
- Rasenoh / Rey Espiral (1992) ( ISBN 4-19-414749-9    )
- Le Roi de la Lune (1992) ( ISBN 4-8164-1224-7    )
- Mono (libro de arte) | Mono (1993)
- Juego de 10 postales sin título (1993)
- Pasos al cielo (1993)
- Selección de postales de Yoshitaka Amano (1994) ( ISBN 4-87188-800-2    )
- ' Japón, Final Fantasy (1994) ( ISBN 4-87188-338-8    )
- Katen (1994) ( ISBN 4-06-206858-3    )
- Budōhime / Princesa Budou (1996)
- Yousei / Hadas (1996) ( ISBN 1-59582-062-0    )
- La saga Guin (1996) ( ISBN 4-15-207984-3    )
- Yoshitaka Amano: Colección de pinturas (1996)
- 1996 (1996)
- Kan'oke / Ataúd (1997) ( ISBN 1-59582-061-2    )
- Piensa como Amano (1997)
- Biten (1999)
- Alice erótica (1999)
- 1001 noches (1999)
- Märchen (2000)
- Cazador de vampiros D (2000) ( ISBN 4-257-03606-0    )
- POEMA (2001)
- Kotatsu I (2002)
- Kotatsu II (2002)
- Crónica de la saga Guin (2002)
- <i id="mwAh4">El cielo</i> (2002)
- Kiten (2002)
- Sinfonía ' (2002)
- Amano primero (2003) ( ISBN 4-257-03683-4    )
- La virgen (2004) ( ISBN 4-894-52846-0    )
- Yoshitaka Amano x HYDE - Destiny and Decay: Nippon Evolution (2013)

### Videojuegos
- Final Fantasy (1987)   - Diseñador de personajes, diseñador de logotipos de títulos y diseñador gráfico
- Final Fantasy II (1988)   - Diseñador de personajes, diseñador de logotipos de títulos y diseñador gráfico
- Primera reina (1988)   - Artista de la cubierta de la caja
- Duelo (1989)   - Artista de la cubierta de la caja
- Duelo98 (1989)   - Artista de la cubierta de la caja
- Final Fantasy III (1990)   - Diseñador de personajes y diseñador de logotipos de títulos
- Primera reina 2 (1990)   - Artista de la cubierta de la caja
- Final Fantasy IV (1991)   - Diseñador de personajes, diseñador de imágenes y diseñador de logotipos de títulos
- Final Fantasy V (1992)   - Diseñador de personajes, diseñador de imágenes y diseñador de logotipos de títulos
- Kawanakajima Ibunroku (1992)   - Artista de la cubierta de la caja
- Primera reina 3 (1993)   - Artista de la cubierta de la caja
- Final Fantasy VI (1994)   - Diseñador de personajes, diseñador de imágenes y diseñador de logotipos de títulos
- Misión del frente (1995)   - Diseñador de personajes
- Maten Densetsu (1995)   - Diseñador de personajes
- Misión frontal: Gun Hazard (1996)   - Diseñador de personajes
- Final Fantasy VII (1997)   - Obras de arte promocionales, ilustrador de imágenes, diseñador de logotipos de títulos e ilustraciones de personajes
- Kartia: La palabra del destino (1998)   - Diseñador de arte
- Final Fantasy VIII (1999)   - Obras de arte promocionales, ilustrador de imágenes, diseñador de logotipos de títulos e ilustraciones de personajes
- Final Fantasy IX (2000)   - Ilustraciones de personajes y diseñador de personajes originales
- Puerta de El Dorado (2000-2001)   - Director creativo y diseño adicional
- Final Fantasy X (2001)   - Obras de arte promocionales, ilustraciones de imágenes, diseñador de logotipos de títulos e ilustraciones de personajes
- Final Fantasy X-2 (2003)   - Arte promocional, diseñador de logotipos de títulos e ilustrador de imágenes
- Final Fantasy XI (2002)   - Arte promocional, diseñador de logotipos de títulos e ilustrador de imágenes
- Final Fantasy XII (2006)   - Arte promocional, diseñador de logotipos de títulos e ilustrador de imágenes
- Señor del bermellón (2008)   - Ilustrador de tarjetas de invitado
- Dissidia Final Fantasy (2008)   - Diseñador de logotipos de títulos e ilustrador de imágenes
- Señor del bermellón II (2009)   - Ilustrador de tarjetas de invitado
- Final Fantasy XIII (2010)   - Arte promocional, diseñador de logotipos de títulos e ilustrador de imágenes
- Final Fantasy XIV (2010)   - Diseñador de logotipo de título
- Señor de los arcanos (2010)   - Diseñador de monstruos invitado
- Shinjuku Nexus (2010)   - Ilustrador
- Dissidia 012 Final Fantasy (2011)   - Diseñador de logotipos de títulos e ilustrador de imágenes
- Final Fantasy Type-0 (2011)   - Arte promocional, diseñador de logotipos de títulos e ilustrador de imágenes
- Final Fantasy XIII-2 (2011)   - Diseñador de logotipo de título
- Vida de fantasía (2012)   - Ilustrador de imágenes
- Fairy Fencer F (2013)   - Diseñador de arte[28]
- Niño de la luz (2014)   - Ilustrador de imágenes
- Terra Battle (2014)   - Diseño de personaje
- Final Fantasy XV (2016)   - Arte promocional, diseñador de logotipos de títulos e ilustrador de imágenes
- Mobius Final Fantasy (2016)   - Diseñador de logotipo de título
- Final Fantasy: Brave Exvius (2016)   - Arte promocional, diseñador de logotipo de título
- Arco de alquimista (2019)   - Ilustrador de imágenes
- Eterno (2019)   - Visual clave, diseñador de personajes, diseñador de monstruos

### Música
- Raphael : Sweet Romance (1999), Yume Yori Suteki na (1999), Hanasaku Inochi Aru Kagiri (1999), Eternal Wish (Todokanu Kimi e) (1999), Promise (1999) - Ilustrador de portada
- Galneryus : La bandera del castigo (2003), Advance to the Fall (2005), Beyond the End of Despair... (2006), Best of the Awakening Days (2009), Best of the Braving Days (2009)[29] - Ilustrador de portadas
- Biblioteca Vocaloid 3 : Proyecto Zola (2013) - Image Illustrator[30]
- Encuentro aleatorio : Frecuencia perdida (2017) - Ilustrador de portada e interior